# Perse (rivière)
Pour les articles homonymes, voir Perse.
La Pērse est une rivière située dans la région de Vidzeme en Lettonie. C'est un affluent droit de la Daugava qui prend sa source dans la forêt de Sausneja et traverse les novads de Ērgļi, Pļaviņas et Koknese.

## Affluents

### Rive gauche
- Iršupīte 9 m
- Recija 9 m
- Paskule 8 m
- Atradze 5 m

### Rive droite
- Pelava 22 m

## Communes riveraines
- Bormaņi
- Koknese

## Dans la culture
La Perse fut l'un des sujets préférés du peintre Konrāds Ubāns qui avait sa maison de compagne sur ses berges face au château de Koknese.